# HMS Swift (1885)
HMS Swift – eksperymentalny torpedowiec wodowany w 1885, powszechnie uważany za jednego z prekursorów późniejszych kontrtorpedowców.
„Swift” został zaprojektowany i zbudowany w stoczni J. Samuel White jako prywatna inicjatywa tej firmy.  W porównaniu z ówczesnymi torpedowcami o typowej wyporności rzędu kilkudziesięciu ton i uzbrojonych jedynie w wyrzutnie torpedowe, „Swift” był znacznie większy (137 ton wyporności) i posiadał uzbrojenie artyleryjskie w postaci sześciu (według innych źródeł – czterech) armat 3-funtowych (47mm). Większa wyporność dawała „Swiftowi” lepszą żeglowność w porównaniu z mniejszymi torpedowcami, co przy porównywalnej maksymalnej prędkości pozwalało mu na przechwycenie łodzi tego typu i zniszczenie ich ogniem artyleryjskim.
Admiralicja Royal Navy zakupiła „Swifta” w 1885, jeszcze przed próbami prędkości, w których z minimalnym obciążeniem okręt osiągnął ok. 23 węzły. Prace nad jego wykończeniem, a także debata na temat jego uzbrojenia oraz roli trwały aż do 1887, kiedy to wszedł do służby jako TB81, zapoczątkowując przy tym krótkotrwały typ okrętów torpedo boat catcher (dosłownie – "przechwytywacz torpedowców").
W 1901 torpedowiec został poważnie uszkodzony, wchodząc na mieliznę, w 1905 otrzymał nowe kotły i maszyny, a jego uzbrojenie zmniejszono o jedno działo.
„Swift” brał udział w I wojnie światowej, w trakcie której został dodatkowo wyposażony w hydrofony i wyrzutnię bomb głębinowych.
Został sprzedany na złom 22 października 1921.